# الهيئة العامة للطيران المدني والأرصاد (اليمن)
الهيئة العامة للطيران المدني والأرصاد هي الكيان الذي اندمجت فيه بعد قيام الوحدة المباركة في الثاني والعشرين من مايو 1990م مصلحة الطيران فيما كان يعرف سابقاً بجمهورية اليمن الديمقراطية الشعبية والهيئة اليمنية العامة للطيران المدني والأرصاد في الجمهورية العربية اليمنية، وعلى الرغم من أن الهيئة باتت تمارس مهامها من خلال ذلك الكيان ومن ذلك التاريخ إلا أن قرار الإنشاء للكيان الجديد لم يصدر بصورة رسمية إلاّ في نوفمبر من العام 2000م عند صدور القرار الجمهوري رقم (444) لعام 2000م الذي حدد أهداف واختصاصات الهيئة العامة للطيران المدني والأرصاد والنظام المالي للهيئة وتكوينات إدارة الهيئة والاختصاصات لكل منها، بالإضافة إلى هذا القرار الذي نظم الاختصاصات التي تمارسها الهيئة تنطلق الهيئة في ممارسة أنشطتها الفنية وفقاً لما ورد في قانون الطيران المدني الصادر بالقانون رقم (12) لسنة 1993م واللوائح المنبثقة عنها كما أن الهيئة ملتزمة بتطبيق كافة الملاحق والتعديلات الصادرة عن المنظمة العالمية للطيران المدني (ICAO) وكذا الصادرة عن المنظمة العالمية للأرصاد (WMO) وتلتزم الهيئة بالاتفاقيات الدولية والبرتوكولات المتعلقة بأعمال الطيران المدني والأرصاد التي صادقت عليها بلادنا وكذا الاتفاقيات الثنائية المنظمة للنقل الجوي الموقعة بين بلادنا والدول الشقيقة والصديقة.
ومع اتساع رقعة وطننا الغالي بعد تحقيق الوحدة زادت الأهمية والحاجة للنقل الجوي لربط أجزاء اليمن وخصوصاً تلك المناطق الواقعة في الأطراف والجزر التابعة لليمن والتي تكون فيها وسيلة الانتقال الجوي هي الخيار الأوحد كما هو الوضع في جزيرة سقطرى في ظل عدم وجود خط بحري لنقل الركاب من وإلى الجزيرة أو تكون تلك الوسيلة هي الأسهل والأسرع كما هو الحال في محافظة المهرة ومحافظة حضرموت أو تكون الحاجة لها لربط اليمن بالعالم الخارجي لخدمة جمهور المسافرين وخدمة السياحة وباقي الأنشطة التجارية أو الصناعية وكذا تسهيل انتقال المغتربين اليمنيين من الخارج إلى مناطقهم في الداخل ولخدمة كل هذه الأغراض تم إنشاء وتحديث ثمانية مطارات دولية ومطارين محليين (أسفلتية) وعدد من المطارات المُعبدة التي تستخدمها الطائرات ذات المحركات المروحية ولدى الهيئة خطة لتحويلها إلى مطارات أسفلتية وتجهيزها بمختلف التجهيزات المطلوبة.